# Schweizer Elle
Die Schweizer Elle unterschied sich vor der Vereinheitlichung durch das Konkordat über eine gemeinsame schweizerische Mass- und Gewichtsordnung vom 17. August 1835 sowohl von Ort zu Ort als auch je nach Verwendungszweck.

## Vor 1835
Kanton Aargau
- Stadt Aarau 1 Elle = 263,26 Pariser Linien = 0,5939 Meter
- Laufenburg  1 Elle = 264,89 Pariser Linien = 0,5975 Meter
- Rheinfelden 1 Elle = 242,94 Pariser Linien = 0,54803 Meter
- Zofingen 1 Elle = 264,82 Pariser Linien = 0,4974 Meter

Kanton Appenzell
- 1 Leinwandelle = 355,4 Pariser Linien = 0,61607 Meter
- 1 Wollenelle = 273,1 Pariser Linien = 0,61607 Meter

Kanton Basel
- 1 Elle (grosse oder Aune) = 522,6 Pariser Linien = 1,1789 Meter
- 1 Elle (kleine oder Braccio) = 239,28 Pariser Linien = 0,5398 Meter

Kanton Bern
- 1 Elle = 240,14 Pariser Linien = 0,5417 Meter

Kanton Freiburg
- 1 Stab = 474,15 Pariser Linien = 1,0696 Meter

Kanton St. Gallen
- 1 Wollenelle (gemeine) = 270,8 Pariser Linien = 0,6109 Meter
- 1 Wollenelle (kleine) = 268,5 Pariser Linien = 0,6057 Meter
- 1 Leinwandelle (grosse) = 326 Pariser Linien = 0,7354 Meter
- 1 Leinwandelle (kleine) = 324 Pariser Linien = 0,7309 Meter
- 1 Pariser Stab = 522,66 Pariser Linien = 1,17905 Meter

Kanton Genf
- 1 Pariser Aune = Pariser Aune (alte) (Grosshandel)
- 1 Aune (Genfer) = 506,9976 Pariser Linien = 1,1437 Meter (Leinwandhandel im Kleinhandel)

Kanton Glarus
- 1 Elle = wie Kanton Zürich

Kanton Graubünden
- 1 Elle (Chur)= 294 Pariser Linien = 0,6632 Meter

Kanton Luzern
- 1 Elle = 278,26 Pariser Linien = 0,6277 Meter

Kanton Neuenburg
- 1 Elle = 1 Aune = 492,55 Pariser Linien = 1,111 Meter (Preussen)

Kanton Schaffhausen
- 1 Elle = 264,0271 Pariser Linien = 0,5956 Meter

Stein am Rhein
- 1 Elle (lang) = 310,09 Pariser Linien = 0,6995 Meter
- 1 Elle (kurz) = 261,85 Pariser Linien = 0,5907 Meter

Kanton Schwyz
- 1 Elle = wie Kanton Zürich

Kanton Solothurn
- 1 Elle = 242 Pariser Linien = 0,5459 Meter
- 1 Stab = 524 Pariser Linien = 1,118205 Meter

Kanton Tessin
- 1 Elle = 1 Braccio lungo = 500,9345 Pariser Linien = 0,6789 Meter (Leinen-, Wollen und Baumwollenwaren)
- 1 Elle = 1 Braccio piccolo =233,5 Pariser Linien =  0,5264 Meter (sonstige Waren und Seidenwaren)

Kanton Thurgau
- 1 Elle = wie Appenzell

Kanton Unterwalden
- 1 Elle = 1 Braccio = 252,875 Pariser Linien = 0,5707 Meter

Kanton Uri
- 1 Elle = wie Zürich

Kanton Waadt
- 1 Elle = 4 Fuss
- Lausanne 1 Elle = 477 Pariser Linien = 1,0760 Meter

Kanton Wallis
- 1 Elle = wie Waadt

Kanton Zug
- Stadt Zürich 1 Elle = wie Aarau

## Nach 1835
Mit dem Konkordat über eine gemeinsame schweizerische Mass- und Gewichtsordnung vom 17. August 1835 wurde das schweizerische Ellenmass auf 0,60 m vereinheitlicht.